# Домбровице-Скерневицке
Домбровице-Скерневицке (пол. Dąbrowice Skierniewickie) — остановочный пункт железной дороги в селе Домбровице в гмине Макув, в Лодзинском воеводстве Польши. Имеет 2 платформы и 2 пути. 
Остановочный пункт на железнодорожной линии Варшава — Катовице, построен в 1950 году. 